# Yanbei (köpinghuvudort i Kina, Jiangxi Sheng, lat 27,37, long 115,53)
Yanbei är en köpinghuvudort i Kina. Den ligger i provinsen Jiangxi, i den sydöstra delen av landet, omkring 150 kilometer söder om provinshuvudstaden Nanchang. Antalet invånare är 23 932. Befolkningen består av 11 155 kvinnor och 12 777 män. Barn under 15 år utgör 21,0 %, vuxna 15-64 år 72 %, och äldre över 65 år 6,0 %.
Runt Yanbei är det ganska tätbefolkat, med 139 invånare per kvadratkilometer. Närmaste större samhälle är Zuolong, 13,6 km sydväst om Yanbei. Trakten runt Yanbei består till största delen av jordbruksmark.
Genomsnittlig årsnederbörd är 2 221 millimeter. Den regnigaste månaden är juni, med i genomsnitt 358 mm nederbörd, och den torraste är oktober, med 20 mm nederbörd.